# غاريث ديفيز (لاعب اتحاد الرغبي)
غاريث ديفيز (بالإنجليزية: Gareth Davies)‏ هو لاعب اتحاد الرغبي بريطاني، ولد في 18 أغسطس 1990 في كارماذن ‏ في المملكة المتحدة.

## وصلات خارجية
- غاريث ديفيز عل موقع إسبنسكروم (الإنجليزية)
- غاريث ديفيز على موقع ItsRugby.co.uk (الإنجليزية)